# Juan Araújo Pino
Juan Araújo Pino (La Carolina, 24 novembre 1920 – Siviglia, 4 novembre 2002) è stato un calciatore spagnolo, di ruolo attaccante.

## Carriera
Dopo aver giocato nelle giovanili del Siviglia e per due anni nello Xerez in Segunda División, nell'anno del suo esordio nella Liga vinse subito il campionato. Rimase al Siviglia per altre dieci stagioni, nelle quali vinse anche una Copa del Rey nel 1948, poi giocò per due stagioni in Segunda Division con Cordoba e Xerez prima di ritirarsi.

## Palmarès

### Club

#### Competizioni nazionali
- Campionato spagnolo: 1

Siviglia: 1945-1946
- Coppa di Spagna: 1

Siviglia: 1947-1948